# جزيرة منتجع ريال مدريد
جزيرة منتجع ريال مدريد هي مدينة رياضية ووترفيهية يخطط لها ريال مدريد في جزيرة المرجان، وهي جزيرة اصطناعية تبلغ 50 هكتار (120 أكر) بالقرب من إمارة رأس الخيمة في الإمارات العربية المتحدة. كان للمشروع ميزانية متوقعة قدرها 1 مليار دولار أمريكي. في سبتمبر 2013، أوقفت هيئة رأس الخيمة للاستثمار المشروع بسبب نقص التمويل، حيث كانت الإمارة بصدد إعادة هيكلة ديونها. في عام 2022، أعيد إحياء تطوير المنتجع، كجزء من دبي باركس آند ريزورتس، مع تاريخ افتتاح مبدئي في عام 2024.

## تاريخ
أعلن عن خطة المشروع لأول مرة في مارس 2012. كان من المفترض أن تحتوي الجزيرة على مرافق تدريب رياضية، وملعب يتسع لـ 10000 مقعد مواجه للبحر، ومدينة ملاهي، ونادي لليخوت ومارينا، وفندق يضم 450 غرفة، ومتحف ريال مدريد، ومنطقة سكنية. خطط للمارينا ونادي اليخوت ليكونا على شكل شعار ريال مدريد.
وكان من المقرر افتتاح المشروع في يناير 2015. في يونيو 2013، أعلنت هيئة رأس الخيمة للاستثمار أن خطط البناء كانت معلقة إلى أجل غير مسمى وأن المنتجع ربما لن ينفذ، حيث كانت الإمارات بصدد إعادة هيكلة ديونها. في سبتمبر 2013، أعلن رئيس ريال مدريد فلورنتينو بيريز أن المشروع "فشل"، وأنهم قد يتابعون بناء الحديقة في موقع مختلف. لأن النادي لم يشتري الأرض مطلقًا، ولم يبدأ بالبناء. وقال المطور إن النادي يدرس بناء المشروع في أبو ظبي.
في سبتمبر 2014، أكد بيريز أن النادي لا يزال يخطط لبناء المشروع في أبو ظبي قائلاً: "لقد وصلنا إلى هناك. لم تكن هناك أي تكلفة اقتصادية بالنسبة لنا. ولكن بدلاً من القيام بذلك في إمارة صغيرة، نحن أحاول القيام بذلك في موقع في أبو ظبي" وفي عام 2022، أعيد إحياء تطوير المنتجع، كجزء من دبي باركس آند ريزورتس، مع إعلان تاريخ افتتاح مبدئي في عام 2024.